# 8208-as mellékút (Magyarország)
A 8208-as számú mellékút egy négy számjegyű mellékút a Bakonyalja keleti részén. Nagyrészt Komárom-Esztergom vármegye területén, annak délnyugati részén húzódik, de kezdőpontja Fejér, míg végpontja Győr-Moson-Sopron vármegye területére esik.

## Nyomvonala
A Fejér vármegyei Bakonycsernye területén, a község nyugati széle közelében ágazik ki a 8216-os útból, annak 19+100-as kilométerszelvénye közelében, József Attila utca néven, észak-északnyugat felé. Kezdeti kilométerein a Súri-patak folyását követi, és 3,4 kilométer után lép át a (már Komárom-Esztergom vármegyéhez tartozó) névadó településre. Súr első házait 5,5, központját 6,5 kilométer megtétele után éri el. 9,5 kilométer után lép át Ácsteszér területére, ahol, a falu belterületének déli szélén, a 10+450-es kilométerszelvényénél ágazik ki belőle nyugatnak a Csatka felé vezető 82 117-es út és alig pár lépéssel északabbra, a 10+500-as kilométerszelvényénél torkollik bele kelet felől, 12,7 kilométer megtétele után a Bakonysárkányról induló és Akát is feltáró 8227-es út.
Ácsteszér központját az út a 11. kilométere környékén éri el, majd a 12+600-as kilométerszelvénye közelében átlép az észak-déli irányban több mint tíz kilométeren át elnyúló Bakonyszombathely területére. 14+300-as kilométerszelvényénél Feketevízpuszta külterületi településrészt érinti, 17,5 kilométer után éri el a falu első házait és 19,5 kilométer után a faluközpontot. 19+800-as kilométerszelvényénél keresztezi a 8218-as utat, amely Kisbérrel köti össze Veszprémvarsányt, és itt kevéssel a 6,2 kilométere előtt jár. 20+600-as kilométerszelvényénél keresztezi a 13-as számú Tatabánya–Pápa-vasútvonalat, előtte kiágazik belőle nyugat felé a megszűnt Bakonyszombathely megállóhelyre vezető, alig 100 méteres hosszúságú 82 323-as mellékút.
23,5 kilométer megtétele után lép át az út Bársonyos területére, ott beletorkollik, a 24+600-as kilométerszelvényénél, kelet-északkeleti irányból, Kerékteleki felől a 8221-es út, 3,3 kilométer megtétele után. Egy kis szakaszon, ennek az útnak a vonalvezetését követve nyugat-délnyugati irányba fordul, majd visszatér a korábban követett északnyugati irányához. A falu központját elhagyva egy darabig külterületen halad, majd a 27. kilométerénél Bársonyos Öreghegy nevű, különálló településrésze mentén halad el, a 28+850-es kilométerszelvényénél pedig egy alsóbbrendű leágazása következik nyugati irányban Pervát településrész felé.
29,4 kilométer után lép át Győr-Moson-Sopron vármegyébe, Mezőörs területére. 29+900-as kilométerszelvénye közelében még érinti Kispervátpuszta községrészt, majd beletorkollik a 81-es főútba, kevéssel annak 59. kilométere után.
Teljes hossza, az országos közutak térképes nyilvántartását szolgáló kira.gov.hu adatbázisa szerint 30,539 kilométer.

## Települések az út mentén
- Bakonycsernye
- Súr
- Ácsteszér
- Bakonyszombathely
- Bársonyos
- Mezőörs